# Dasyvalgus makiharai
Dasyvalgus makiharai är en skalbaggsart som beskrevs av Miyake 1985. Dasyvalgus makiharai ingår i släktet Dasyvalgus och familjen Cetoniidae. Inga underarter finns listade i Catalogue of Life.